# Church of God (Philadelphia Era)
Church of God (Philadelphia Era) är ett av de amerikanska trossamfund som bildats av avhoppare från Worldwide Church of God - i protest mot den teologiska nyorienteringen, bort från grundaren Herbert W Armstrongs läror som skett efter dennes död.
Kyrkans grundare (1986) och apostel, David Fraser, har gett ut en rad lättlästa pocketböcker i vilka han förklarar kyrkans läror.